# Solis Lacus
Solis Lacus es una zona oscura de la superficie marciana. Se encuentra centrada en las coordenadas 85° W, 26° S. En el campo de la astronomía observativa, recibe el nombre de "el ojo de Marte" u "Oculus", debido a la región circundante conocida como Thaumasia, de tonos más claros, recuerda a la pupila de un ojo. Solis Lacus es conocido por la variabilidad de su apariencia, cambiando su forma y tamaño cuando acontecen tormentas de polvo.